# Campeonato Sul-Americano de Clubes de Voleibol Feminino de 2012
O Campeonato Sul-Americano de Clubes de Voleibol Feminino de 2012 foi a quarta edição do torneio organizado anualmente pela CSV com esta nomenclatura,  também contou com a organização da  CBV  e  FPV, com apoio da Prefeitura Municipal de Osasco, através da Secretaria de Esportes, Recreação e Lazer; e foi disputado entre os  dias 4 a 6 de setembro no Ginásio Professor José Liberatti, localizado na cidade de Osasco, no Brasil. É o Torneio classificatório para edição do Campeonato Mundial de Clubes de Voleibol Feminino de 2012e o clube brasileiro  Sollys/Nestlè/Osasco conquistou o título pela quarta vez consecutiva e a referida promoção a competição a nível mundial.Edição que premiou a oposto Sheilla Castro como a Melhor Jogadora.

## Formato de disputa
Inicialmente participaria cinco equipes, com a desistência de uma o torneio foi disputado por  quatro equipes em Fase única, na qual todas as equipes se enfrentaram entre si, a equipe primeira colocada, por maior número de pontos conquistados, obteve a vaga para Campeonato Mundial de Clubes, além de ser declarada campeã.
Os critérios utilizados para pontuação foi o seguinte: o placar de 3-0 ou 3-1 garantiu três pontos para a equipe vencedora e nenhum para a equipe derrotada; já o placar de 3-2 garantiu dois pontos para a equipe vencedora e um para a perdedora.

## Participantes
As seguintes equipes foram qualificadas para a disputa do Campeonato Sul-Americano de Clubes de 2012:
| Equipe                          | País      | Forma de Classificação                                                   | Títulos            |
| ------------------------------- | --------- | ------------------------------------------------------------------------ | ------------------ |
| Sollys/Nestlè/Osasco            | Brasil    | Representante da Cidade-sede e Campeão da Superliga Brasileira A 2011-12 | 3 (2009,2010,2011) |
| Boca Juniors                    | Argentina | Vice-campeão da Liga Argentina 2011-12                                   | 0(não possui)      |
| Universidad de San Martín [DES] | Peru      | Vice-campeão da Liga Nacional 2011-12                                    | 0(não possui)      |
| UC Boliviana                    | Bolívia   | Campeão da Liga Superior Boliviana 2012                                  | 0(não possui)      |
| Sport Venezuela                 | Paraguai  | Campeão da Liga Paraguaia de Voleibol 2012                               | 0(não possui)      |

Nota
DES ^  Equipe desistiu da participação  do torneio

## Fase única
Classificação
|     |                      |     | Jogos | Jogos | Jogos | Resultados | Resultados | Resultados | Resultados | Resultados | Resultados | Sets | Sets | Sets  | Pontos | Pontos | Pontos |
| Pos | Equipe               | Pts | T     | V     | D     | 3–0        | 3–1        | 3–2        | 2–3        | 1–3        | 0–3        | V    | P    | R     | V      | P      | R      |
| --- | -------------------- | --- | ----- | ----- | ----- | ---------- | ---------- | ---------- | ---------- | ---------- | ---------- | ---- | ---- | ----- | ------ | ------ | ------ |
| 1   | Sollys/Nestlè/Osasco | 9   | 3     | 3     | 0     | 3          | 0          | 0          | 0          | 0          | 0          | 9    | 0    | MAX   | 225    | 100    | 2.250  |
| 2   | Boca Juniors         | 6   | 3     | 2     | 1     | 2          | 0          | 0          | 0          | 0          | 1          | 6    | 3    | 2,000 | 192    | 134    | 1.433  |
| 3   | UC Boliviana         | 3   | 3     | 1     | 2     | 0          | 1          | 0          | 0          | 0          | 2          | 3    | 7    | 0.429 | 164    | 225    | 0.729  |
| 4   | Sport Venezuela      | 0   | 3     | 0     | 3     | 0          | 0          | 0          | 0          | 1          | 2          | 1    | 9    | 0.111 | 129    | 251    | 0.514  |

Resultados
| 4 de setembro de 2012 17:00 Relatório | Boca Juniors | 3 — 0             | UC Boliviana | Ginásio Professor José Liberatti, Osasco |
| 4 de setembro de 2012 17:00 Relatório | 25           | Set 1 Set 2 Set 3 | 9 12 11      | Ginásio Professor José Liberatti, Osasco |

| 4 de setembro de 2012 19:00 Relatório | Sollys/Osasco | 3 — 0             | Sport Venezuela | Ginásio Professor José Liberatti, Osasco |
| 4 de setembro de 2012 19:00 Relatório | 25            | Set 1 Set 2 Set 3 | 11 6 10         | Ginásio Professor José Liberatti, Osasco |

| 5 de setembro de 2012 17:00 Relatório | Sport Venezuela | 0 — 3             | Boca Juniors | Ginásio Professor José Liberatti, Osasco |
| 5 de setembro de 2012 17:00 Relatório | 9 11 8          | Set 1 Set 2 Set 3 | 25           | Ginásio Professor José Liberatti, Osasco |

| 5 de setembro de 2012 19:00 | Sollys/Osasco | 3 — 0             | UC Boliviana | Ginásio Professor José Liberatti, Osasco |
| 5 de setembro de 2012 19:00 | 25            | Set 1 Set 2 Set 3 | 6 12 13      | Ginásio Professor José Liberatti, Osasco |

| 6 de setembro de 2012 17:00 Relatório | UC Boliviana | 3 — 1                   | Sport Venezuela | Ginásio Professor José Liberatti, Osasco |
| 6 de setembro de 2012 17:00 Relatório | 26 25        | Set 1 Set 2 Set 3 Set 4 | 28 22 13 12     | Ginásio Professor José Liberatti, Osasco |

| 6 de setembro de 2012 19:00 Relatório | Sollys/Osasco | 3 — 0             | Boca Juniors | Ginásio Professor José Liberatti, Osasco |
| 6 de setembro de 2012 19:00 Relatório | 25            | Set 1 Set 2 Set 3 | 15 18 9      | Ginásio Professor José Liberatti, Osasco |

## Classificação Final
| Posição           | Equipe               | Classificação                                               |
| ----------------- | -------------------- | ----------------------------------------------------------- |
| Medalha de ouro   | Sollys/Nestlé/Osasco | Campeonato Mundial de Clubes de Voleibol Feminino de 2012 · |
| Medalha de prata  | Boca Juniors         |                                                             |
| Medalha de bronze | UC Boliviana         |                                                             |
| 4                 | Sport Venezuela      |                                                             |

## Prêmios individuais
As melhores atletas do campeonato foram:
| MVP (Most Valuable Player) | Sheilla Castro     | Sollys/Nestlé/Osasco | Brasil    |
| Melhor bloqueadora         | Thaísa Menezes     | Sollys/Nestlé/Osasco | Brasil    |
| Melhor atacante            | Adenízia da Silva  | Sollys/Nestlé/Osasco | Brasil    |
| Melhor sacadora            | Jaqueline Carvalho | Sollys/Nestlé/Osasco | Brasil    |
| Melhor líbero              | Camila Brait       | Sollys/Nestlé/Osasco | Brasil    |
| Melhor levantadora         | Josefa Fabíola     | Sollys/Nestlé/Osasco | Brasil    |
| Melhor recepção            | Fernanda Garay     | Sollys/Nestlé/Osasco | Brasil    |
| Melhor defesa              | Carolina Hartmann  | Boca Juniors         | Argentina |